# Sillon coronaire du cœur
Le sillon coronaire du cœur (ou sillon auriculo-ventriculaire ou sillon interauriculo-ventriculaire) est un sillon de la surface externe du cœur situé à l'union de son tiers supérieur et de ses deux tiers inférieurs.

## Structure
Le sillon coronaire du cœur forme un sillon continu entourant le cœur. Il sépare les atriums des ventricules.
Il commence sur la face sterno-costale du cœur et passe sur la face diaphragmatique.
A l'avant il est traversé par le tronc pulmonaire.
On lui distingue une partie droite et une partie gauche.

### Sillon coronaire droit
Le sillon coronaire droit commence antérieurement et supérieurement sur la surface sterno-costale du cœur. Sa position est marquée par l'emplacement de l'artère coronaire droite et de la petite veine cardiaque.
Il descend vers la droite en séparant l'atrium droit de l'infundibulum pulmonaire puis passe sur la face diaphragmatique en se dirigeant à gauche et en arrière.

### Sillon coronaire gauche
Le sillon coronaire gauche nait en arrière du tronc pulmonaire et de l'aorte. Il se dirige vers le bas en séparant l'atrium gauche et le ventricule gauche.
Il est marqué par le rameau circonflexe de l'artère coronaire gauche et le sinus coronaire.